# Мэндилор, Луис
Луи́с Мэ́ндилор (греч. Λούις Μάντιλορ, англ. Louis Mandylor, имя при рождении Элиас Феодосо́пулос (греч. Ηλίας Θεοδοσόπουλος, англ. Elias Theodosopoulos); род. 13 сентября 1966, Мельбурн, Австралия) — австралийский актёр, известный, главным образом, по роли Ника, брата главной героини Тулы Портокалос, в американском комедийном фильме 2002 года «Моя большая греческая свадьба» и его сиквеле 2016 года «Моя большая греческая свадьба 2», а также по сериалу «Китайский городовой» в роли детектива Луиса Мэлоуна. Младший брат Костаса Мэндилора.

## Биография
Луис Феодосопулос родился 13 сентября 1966 года в Мельбурне (Австралия) в семье греков Янниса Феодосопулоса, водителя такси, и Луизы Мандилари. Приходится младшим братом известному актёру Костасу Мэндилору. Луис и Костас взяли укороченный вариант девичьей фамилии матери, сославшись на то, что по отцу их фамилия слишком длинная.
Женат на актрисе и продюсере Аниле Заман.

## Карьера
Луис Мэндилор стал пользоваться успехом благодаря участию в телесериалах, таких, например, как «Охотники за древностями» с Тиа Каррере в главной роли, в котором он появился в 17, 26 и 46 эпизодах (1999—2002), а также в 1 сезоне (1998—1999) полицейского телесериала «Китайский городовой» (с Саммо Хунгом в главной роли) в роли детектива Луиса Мэлоуна. Более всего известен по американской кинокомедии 2002 года «Моя большая греческая свадьба» с Нией Вардалос в главной роли.
В 2002 году Луис Мэндилор сыграл в 17 серии 6 сезона ситкома «Друзья», где он появился в роли вымышленного близнеца Джоуи, а в 2004—2005 гг. — в 3 сезоне сериала «C.S.I.: Место преступления Майами».
Луис и его брат Костас Мэндилор принимали совместное участие в нескольких кинофильмах и телесериалах. В частности, братья сыграли в 17 эпизоде («Спасти рядового Лео») 4 сезона телесериала «Зачарованные», в 2010 году — в экшн-триллере «Грешники и святые» и фильме ужасов «Проклятые», транслировавшемся на телеканале Syfy, а также в короткометражке 1998 года «Брат Цицеро», автором сценария и продюсером которого выступил Луис.
Одной из известных ролей актёра является роль Бобби Де Люка в культовой классической комедии 2001 года «Парень, ты попал».
В конце мая 2015 года в Торонто (Канада) начались съёмки сиквела фильма «Моя большая греческая свадьба», в котором актёр также принял участие. Релиз второй части комедии состоялся 25 марта 2016 года, что совпало с Днём Независимости Греции.

## Карьера футболиста
Луис Мэндилор (Луис Феодосопулос) играл за футбольный клуб «Хейдельберг Юнайтед», в командном первенстве чемпионата штата 1988 года, а также в 5 играх Национальной Лиги в 1989 году, забив 1 гол. Навыки футболиста понадобились ему, когда он сыграл игрока сборной США по футболу на чемпионате 1950 года Джино Париани в кинофильме «Игра их жизней».

## Фильмография

### Актёр
| Год       |   | Русское название                | Оригинальное название            | Роль                     |
| --------- | - | ------------------------------- | -------------------------------- | ------------------------ |
| 1990      | с | Чайна-Бич                       | China Beach                      | «Осси» (австралиец)      |
| 1991      | ф | Необходимая жестокость          | Necessary Roughness              | Маккензи                 |
| 1993—1994 | с | Грейс в огне                    | Grace Under Fire                 | Карл                     |
| 1996      | ф | В поисках приключений           | The Quest                        | Ригги                    |
| 1997      | с | Детектив Нэш Бриджес            | Nash Bridges                     | Рэй Гётц                 |
| 1998      | ф | Мафия!                          | Mafia!                           | Винченцо                 |
| 1998      | ф | Отряд спасения                  | Rogue Force                      | Питер Рот                |
| 1998—1999 | с | Китайский городовой             | Martial Law                      | детектив Луис Мэлоун     |
| 1999—2001 | с | Охотники за древностями         | Relic Hunter                     | Дерек Ллойд              |
| 2002      | ф | Моя большая греческая свадьба   | My Big Fat Greek Wedding         | Ник Портокалос           |
| 2005      | ф | Игра их жизней                  | The Game of Their Lives          | Джино Париани            |
| 2009      | ф | Поворот с Тахо                  | Wrong Turn at Tahoe              | Стивен                   |
| 2010      | с | Морская полиция: Лос-Анджелес   | NCIS: Los Angeles                | Лукас Маргос             |
| 2010      | ф | Грешники и святые               | Sinners and Saints               | Коул                     |
| 2016      | ф | Моя большая греческая свадьба 2 | My Big Fat Greek Wedding 2       | Ник Портокалос           |
| 2016      | ф | Конец дня                       | Daylight's End                   | Этан Хилл                |
| 2016      | ф | Кодекс чести                    | Code of Honor                    | детектив Джеймс Петерсон |
| 2018      | ф | Коллекторы                      | Debt Collectors                  | Сью                      |
| 2019      | ф | Последний бросок                | Lazarat                          | Рей                      |
| 2019      | ф | Рэмбо: Последняя кровь          | Rambo: Last Blood                | шериф                    |
| 2019      | ф | Doom: Аннигиляция               | Doom: Annihilation               | капеллан Гловер          |
| 2019      | ф | Британский психопат             | Avengement                       | детектив О’Хара          |
| 2021      | ф | Антидот                         | Оригинальное название неизвестно | врач Аарон Хелленбах     |
| 2020      | ф | Коллекторы 2                    | Debt Collectors                  | Сью                      |
| 2022      | с | Предложение                     | The Offer                        | Микки Коэн               |

Режиссёр
| Год  | Фильм           | Роль |
| ---- | --------------- | ---- |
| 2002 | Jimmy Bones     |      |
| 2008 | В глазах убийцы |      |
| 2014 | Элвуд           |      |
| 2014 | Then There Was  |      |

### Продюсер
| Год  | Фильм                 | Роль |
| ---- | --------------------- | ---- |
| 1998 | Братец Цицеро         |      |
| 2002 | Jimmy Bones           |      |
| 2008 | В глазах убийцы       |      |
| 2010 | Джеральд              |      |
| 2010 | Проклятье             |      |
| 2010 | Синдром Франкенштейна |      |
| 2013 | Персефона             |      |
| 2014 | Элвуд                 |      |
| 2014 | In 10 Easy Steps      |      |
| 2015 | A Desert Sonata       |      |

### Сценарист
| Год  | Фильм         | Роль |
| ---- | ------------- | ---- |
| 1998 | Братец Цицеро |      |
| 2013 | Персефона     |      |
| 2014 | Элвуд         |      |